# Isola Curuzú Chali
L'isola Curuzú Chali è un'isola dell'Argentina in acque del Rio Paraná. Appartiene alla provincia di Entre Ríos confina con le province di Corrientes e Santa Fe. Costituisce una riserva naturale.
L'isola si trova a 10 km a nord della città di La Paz e ha una superficie di 14.000 ettari che costituiscono una zona di riserva per la pesca sportiva creata con il decreto 424/1968 del 2 ottobre 1968. La riserva comprende il torrente Espinillo o Paranacito dalla sua confluenza con il fiume alla sua foce Guayquiraró in Paraná e Cañas, Indio, Raigones, Víborasdei flussi d'acqua interni all'isola.
L'isola Curuzú Chali è la più grande di un gruppo di isole che formano un piccolo delta, attraversato da numerosi corsi d'acqua che sono i rami del fiume Paraná, insieme a numerosi laghi interconnessi con il fiume: Brasileña, Dorado e Las Yeguas. Nelle sue vicinanze ci sono numerose isole: la Garzal, Isola Garibaldi, Oriente, Palmitas, Media Luna, San Juan, ecc .

## Fauna
Nelle acque che circondano l'isola vivono numerosi pesci. Tra le specie ittiche della zona includono: oro, pesce gatto, pati, vogatori, chafalotes, manduvíes armati, anguille, pesce lupo, moncholos, boga sabalos, surubì, pesce gatto giallo, e pacúes manguruyúes. Tra le numerose specie animali, capibara, lontre, lontre, alligatori e serpenti curiyú, insieme con un sacco di uccelli: cardinali, Juan soldato, gufi, cormorani, aironi e more, anatre e siriri picaso, juancho piccioni, chiviro picchi, martin pescatori, tordi, orioles, pappagalli, screamer, pacaá, ecc.

## Flora
Tra le specie arboree presenti nell'isola si possono trovare: salici, timbó, ontani  e ceibo.